# Nematanthus savannarum
Nematanthus savannarum là một loài thực vật có hoa trong họ Tai voi. Loài này được (C.V.Morton) J.L.Clark mô tả khoa học đầu tiên năm 2005.